# Anopinella alshiana
Anopinella alshiana là một loài bướm đêm thuộc họ Tortricidae. Loài này có ở Ecuador.